# Phare de Port-Navalo

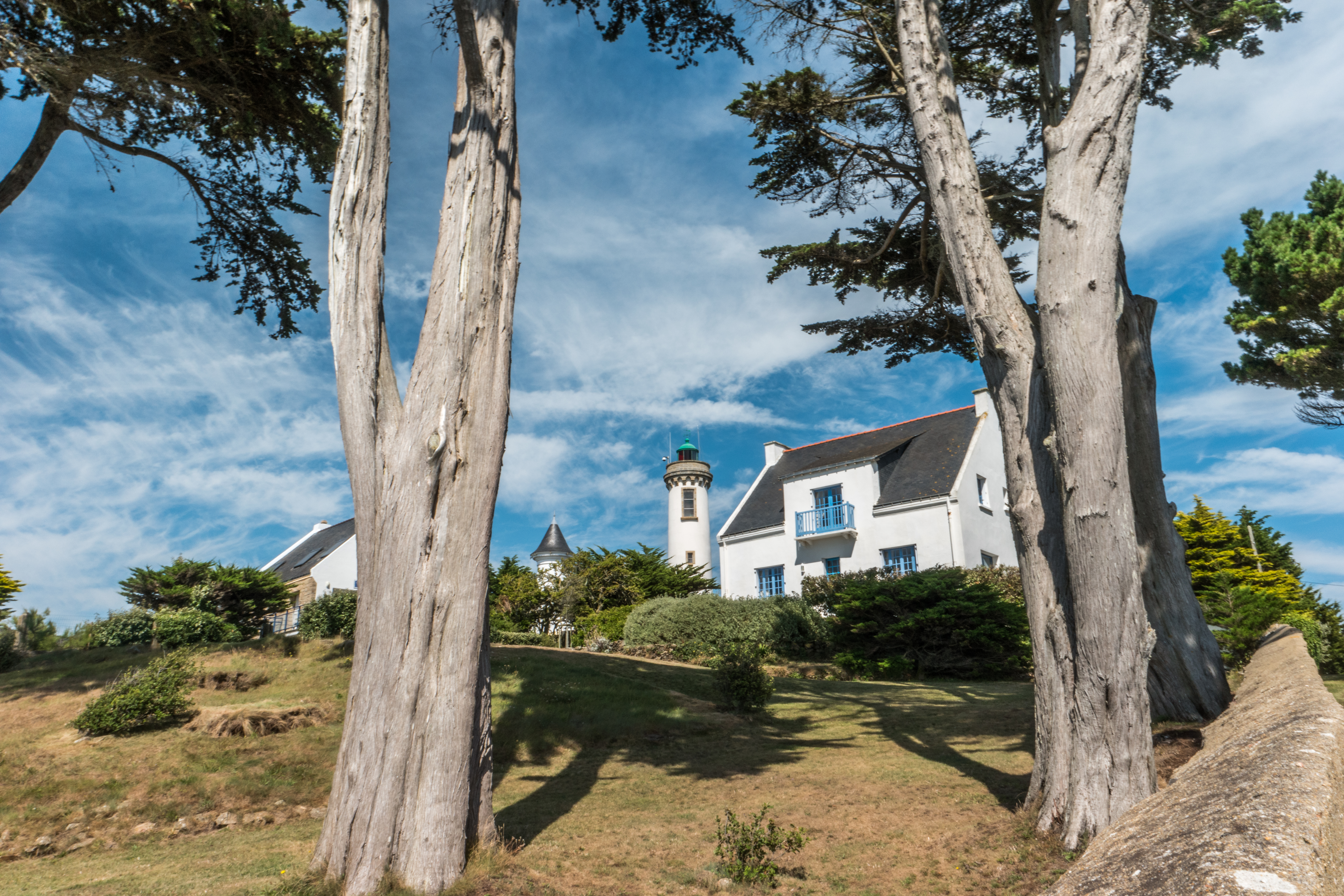
Phare de Port Navalo vu depuis le sentier côtier.

Le phare de Port-Navalo est un phare situé sur la presqu'île de Rhuys, à Port-Navalo, sur la commune d'Arzon. Érigé face à la pointe de Kerpenhir sur la commune de Locmariaquer, le phare marque l'entrée du golfe du Morbihan depuis Mor braz.

## Alignement
L'alignement réalisé avec le phare de la Teignouse trace une route d'accès du golfe. Cette route ne s'est pas avérée sûre, car le 26 août 1922, le naufrage du cuirassé la France, de la classe Courbet, éventré par une roche, révèle trop tard un haut-fond passé inaperçu et non cartographié, placé en plein sur l'alignement des deux feux.
Les restes de l'épave se trouvent à 0,5 mille au sud-est du phare de la Teignouse (47° 28′ 06″ N, 3° 02′ 12″ O).

## Histoire
Le premier phareest la plus petite des tours encadrant la maison du gardien. Cette tour a été érigée en 1840, à l'époque le feu était blanc et fixe, sa hauteur était de l'ordre de dix mètres.
Le feu actuel, mis en activité en 1895, est établi sur une tour cylindrique de 19 mètres.
Durant la Seconde Guerre mondiale, les optiques sont démontées, le 14 avril 1942. Le phare est sauvé d'un dynamitage en 1944, l'ingénieur Le Net ayant convaincu l'occupant que « les phares n'appartiennent à personne car ils servent à épargner les vies des marins de toutes les nations et celles de leurs passagers. »

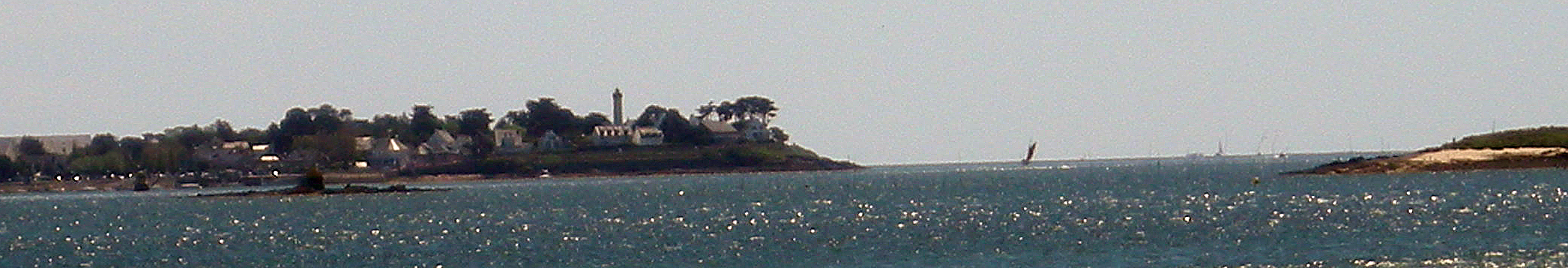
Le phare vu depuis l'intérieur du golfe du Morbihan.